# White Road Commander
White Road Commander представлял собой серию тяжелых грузовиков, производимых White Motor Company и Volvo с 1972 по 1985 год, грузовик заменил грузовик GMC Astro, производство которого было прекращено в 1982 году, однако эти грузовики производились на отдельных заводах и производственных линиях. . По всему миру было продано около 96 000 единиц грузовика. С 1979 по 1981 год грузовик также экспортировался в Финляндию, где было продано около 1000 единиц. С 1972 по 1975 год было продано около 500 единиц. Поскольку продажи были ниже, чем у его предшественника в Америке, Volvo решила отказаться от американского рынка и сосредоточиться на европейском, где они заменили грузовик на грузовик Volvo F10.

## Внешняя ссылка
- Western Star Cabover brochure